# Ragdoll (film)
Ragdoll (titlu original: Ragdoll) este un film american de groază din 1999 regizat de Ted Nicolaou. Rolurile principale au fost interpretate de actorii Russell Richardson, William L. Johnson și Jennifer Echols.
Filmul a fost ulterior editat ca un scurtmetraj de treizeci de minute intitulat Voodoo Doll pentru filmul de antologie de groază Devil Dolls.

## Prezentare
Kwame este un rapper adolescent care folosește puterile magice (voodoo) ale bunicii sale pentru a se răzbuna împotriva celor care au băgat-o în spital. El invocă spiritul întunecat cunoscut sub numele de Omul din Umbră, pentru a-l ucide pe criminal și pe frații săi. Când Omul din Umbră îl întreabă pe Kwame ce va plăti, Kwame spune că îi promite orice, cu excepția bunicii lui, sau afacerea este oprită.

## Distribuție
- Russell Richardson - Kwame
- William L. Johnson - Gene
- Jennifer Echols - Woman Detective
- Derrick Jones - Man
- Rick Michaels - Second Detective
- Freda Payne - Gran
- Jay Williams - Emcee
- Rejjie Jones - Third Detective
- Jennia Fredrique - Teesha
- Tarnell Poindexter - Little Mikey
- William Stanford Davis - Pere
- Danny Wooten - Gem
- Troy Medley - Louis
- Frederic Tucker - Shadow Man
- Lamar Haywood - Agent
- Jemal McNeil - Bartender
- Renee O'Neil - Sylvie